# Megalostrata depicta
Megalostrata depicta là một loài nhện trong họ Corinnidae.
Loài này thuộc chi Megalostrata. Megalostrata depicta được Octavius Pickard-Cambridge miêu tả năm 1895.